# Chai Biao
Chai Biao (chiń. 柴飚, ur. 10 października 1990 r.) – chiński badmintonista, brązowy medalista mistrzostw świata oraz trzykrotnie mistrzostw Azji, wielokrotny mistrz świata juniorów i Azji. Uczestnik igrzysk olimpijskich w Londynie i Rio de Janeiro. Występuje w grze podwójnej z Hong Weiem.

## Występy na igrzyskach olimpijskich
| Runda                 | Partner               | Przeciwnik                        | Wynik                 | Osiągnięcie           |                       |
| Gra podwójna mężczyzn | Gra podwójna mężczyzn | Gra podwójna mężczyzn             | Gra podwójna mężczyzn | Gra podwójna mężczyzn | Gra podwójna mężczyzn |
| --------------------- | --------------------- | --------------------------------- | --------------------- | --------------------- | --------------------- |
| Faza grupowa          | Guo Zhendong          | Dorian Lance James Willem Viljoen | 21–8, 21–13           | Ćwierćfinał           |                       |
| Faza grupowa          | Guo Zhendong          | Władimir Iwanow Iwan Sozonow      | 23–21, 21–15          | Ćwierćfinał           |                       |
| Faza grupowa          | Guo Zhendong          | Mathias Boe Carsten Mogensen      | 14–21, 19–21          | Ćwierćfinał           |                       |
| Ćwierćfinał           | Guo Zhendong          | Cai Yun Fu Haifeng                | 15–21, 19–21          | Ćwierćfinał           |                       |

| Runda                 | Partner               | Przeciwnik                     | Wynik                 | Osiągnięcie           |                       |
| Gra podwójna mężczyzn | Gra podwójna mężczyzn | Gra podwójna mężczyzn          | Gra podwójna mężczyzn | Gra podwójna mężczyzn | Gra podwójna mężczyzn |
| --------------------- | --------------------- | ------------------------------ | --------------------- | --------------------- | --------------------- |
| Faza grupowa          | Hong Wei              | Hiroyuki Endo Kenichi Hayakawa | 18–21, 21–14, 21–23   | 4. miejsce            |                       |
| Faza grupowa          | Hong Wei              | Manu Attri B. Sumeeth Reddy    | 21–13, 21–15          | 4. miejsce            |                       |
| Faza grupowa          | Hong Wei              | Mohammad Ahsan Hendra Setiawan | 21–15, 21–17          | 4. miejsce            |                       |
| Ćwierćfinał           | Hong Wei              | Władimir Iwanow Iwan Sozonow   | 21–13, 16–21, 21–16   | 4. miejsce            |                       |
| Półfinał              | Hong Wei              | Goh Wei Shem Tan Wee Kiong     | 18–21, 21–12, 17–21   | 4. miejsce            |                       |
| Mecz o 3. miejsce     | Hong Wei              | Marcus Ellis Chris Langridge   | 18–21, 21–19, 10–21   | 4. miejsce            |                       |